# Кобелєв Олександр Васильович
Олекса́ндр Васи́льович Ко́белєв (15 (27) липня 1860 , Царське Село, Санкт-Петербурзька губернія  — 30 вересня 1942 , Київ, Райхскомісаріат Україна ) — київський архітектор, педагог, член Петербурзької спілки архітекторів.

## Біографічні відомості
Народився 15 [27] липня 1860 року в Царському Селі (тепер м. Пушкін, Санкт-Петербург, Росія) у родині дворянина, офіцера. Згідно з легендою, йому дали ім'я на честь Олександра II, який був його хрещеним батьком. Первинну освіту здобув у 3-й військовій гімназії в Санкт-Петербурзі.
У 1887 році закінчив Петербурзький інститут цивільних інженерів, після чого був зарахований у Технічно-будівельний комітет, який направив його до Управління Південно-Західної Залізниці, що розташовувалося в Києві (з 1896 року завідував архітектурним відділом технічного відділення шляхової служби).
У 1899 році за проєктом Кобелєва посилено фундамент будинку Управління Південно-Західної залізниці.
Упродовж 1890-х років звів численні об'єкти Залізничної колонії, ряд споруд сільськогосподарської виставки 1897 року (не збереглися). У 1898 році виборов друге місце на закритому конкурсі проєктів комплексу Політехнічного інституту (КПІ), а у 1900 році успішно замінив переможця конкурсу Ієроніма Кітнера у керуванні будівництвом цього важливого об'єкта.
Кобєлєв напрочуд вдало інтерпретував у своїх будівлях різноманітні історичні стилі. Зокрема, приміщення контори Державного банку (1902–1905) він проєктував (у співавторстві з Олександром Вербицьким) у стилі італійського ренесансу; будівлю Дворянського та Селянського банків (1911) оздоблено у неоросійському стилі; споруди Вищих жіночих курсів та Київського відділення Російського технічного товариства (обидві 1914) — у стилі неокласицизму (у Технічному товаристві Кобєлєв очолював архітектурний відділ). У 1913–1915 роках Кобєлєв реконструював корпуси Комерційного інституту. Звів також кілька приватних прибуткових будинків, каплицю в Кирилівській лікарні (1902).
Також Олександр Кобєлєв був і визначним педагогом, автором численних наукових статей та доповідей. З 1899 року викладав у КПІ, де в 1912 році став професором. З 1901 року завідував школою десятників у будівній та шляховій справі, був її почесним опікуном. З 1912 року — декан інженерно-будівного відділення Київських політехнічних курсів.
Після революції, незважаючи на свій похилий вік, спроєктував і збудував немало великих споруд, в основному у галузі промислової архітектури.

Могила Олександра Кобелєва

Помер 30 вересня 1942 року в Києві, похований на Лук'янівському кладовищі (ділянка № 21, ряд 11, місце 8). На могилі до 10 вересня 2002 року була табличка на огорожі. Коштом Головного управління архітектури встановлено пам'ятник у вигляді прямокутної стели, на якій вигравійовано портрет архітектора і хрест. 

## Пам'ять
Іменем Олександра Кобелєва названа одна з вулиць Києва (місцевість Солом'янка, Залізнична колонія).

## Споруди Кобелєва
- Будівля Національного банку України
- Будівля Київського політехнічного інституту
- Керував будівництвом Міського театру за проєктом Віктора Шретера (1897–1901)

## Інші роботи в Києві
- Будівля притулку на Залізничній колонії, вул. 6-та та 7-ма Лінії, нині вулиця Архітектора Кобелєва № 1/5 (1899–1900)
- Хіміко-технічна лабораторія на Залізничній колонії, вул. 6-та та 7-ма Лінії, нині вулиця Архітектора Кобелєва № 3/8 (1899–1901)
- Селянський поземельний та Дворянський земельний банки[2], вул. Володимирська, № 10 (1910–1911)
- Комерційний інститут на розі Бібіковського бульвару і вул. Нестерівської. Тепер – центральний корпус НПУ імені Драгоманова (1906–1915, співавтор Всеволод Обремський)[3][4]
- Шоста чоловіча гімназія на вул. Великій Дорогожицькій / пізніше Мельникова № 81-а (1912–1913, співавтор П. Жуков);
- Вищі жіночі курси в Києві на Мало-Володимирській вулиці № 55-а (1914);
- Київське відділення Російського Технічного товариства на Мало-Володимирській вулиці № 55-б (1911–1914), яке разом з попередньою спорудою завдяки ідентичним формам в дусі ампіру створювали ансамбль[5]
- Київська казенна палата на Львівській пл. № 14 (1913–1914, будував В. Безсмертний);
- Вальцьовий млин у садибі І. Бліндера на вул. Нижній Вал № 19-21 (1900);
- Гімназія О. Плетньової на розі вулиць Різницької № 2 і Московської № 34 (1903), знесений 2008 року.
- Прибутковий будинок Г. де-Метца на вул. Мало-Володимирській № 44 (1911–1912).

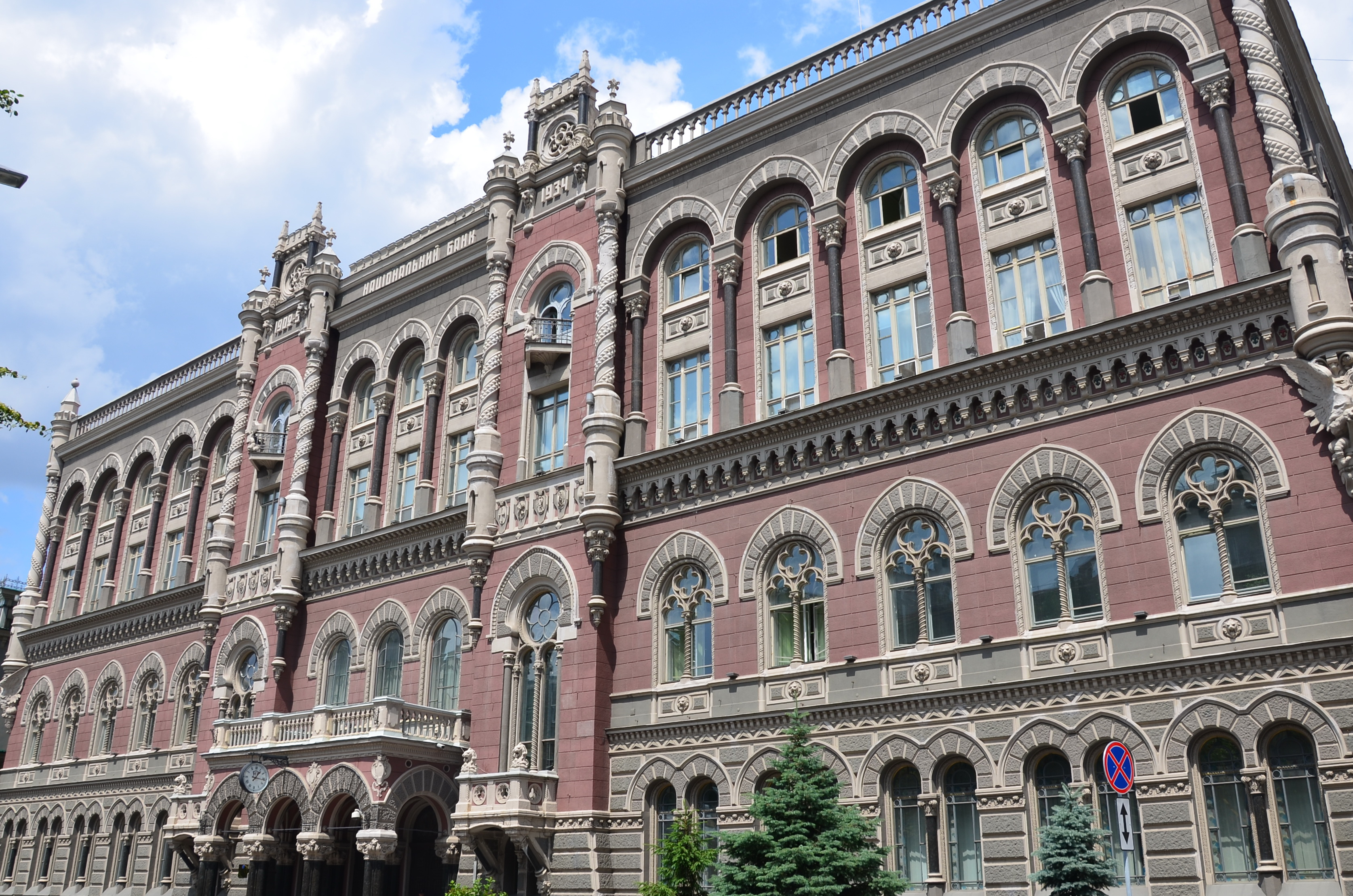
НБУ
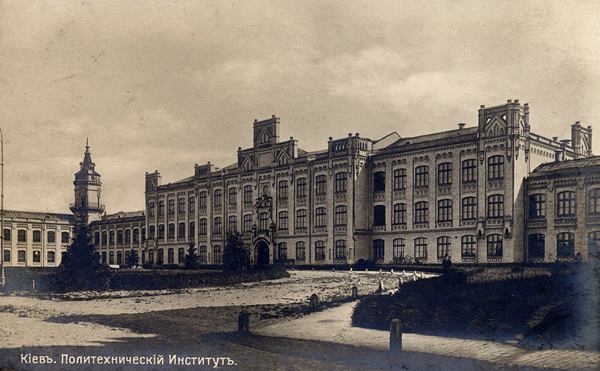
КПІ
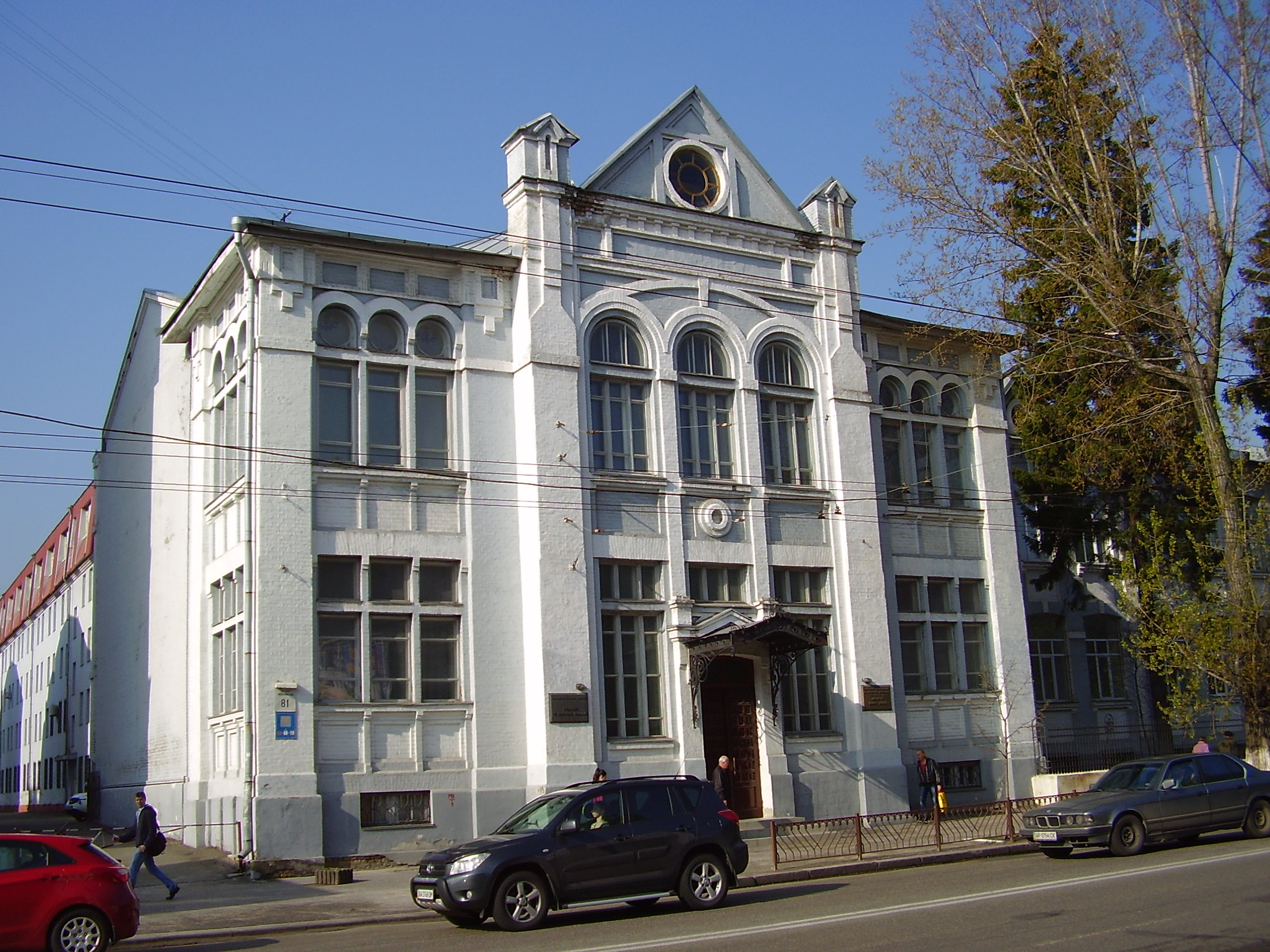
Шоста чоловіча гімназія
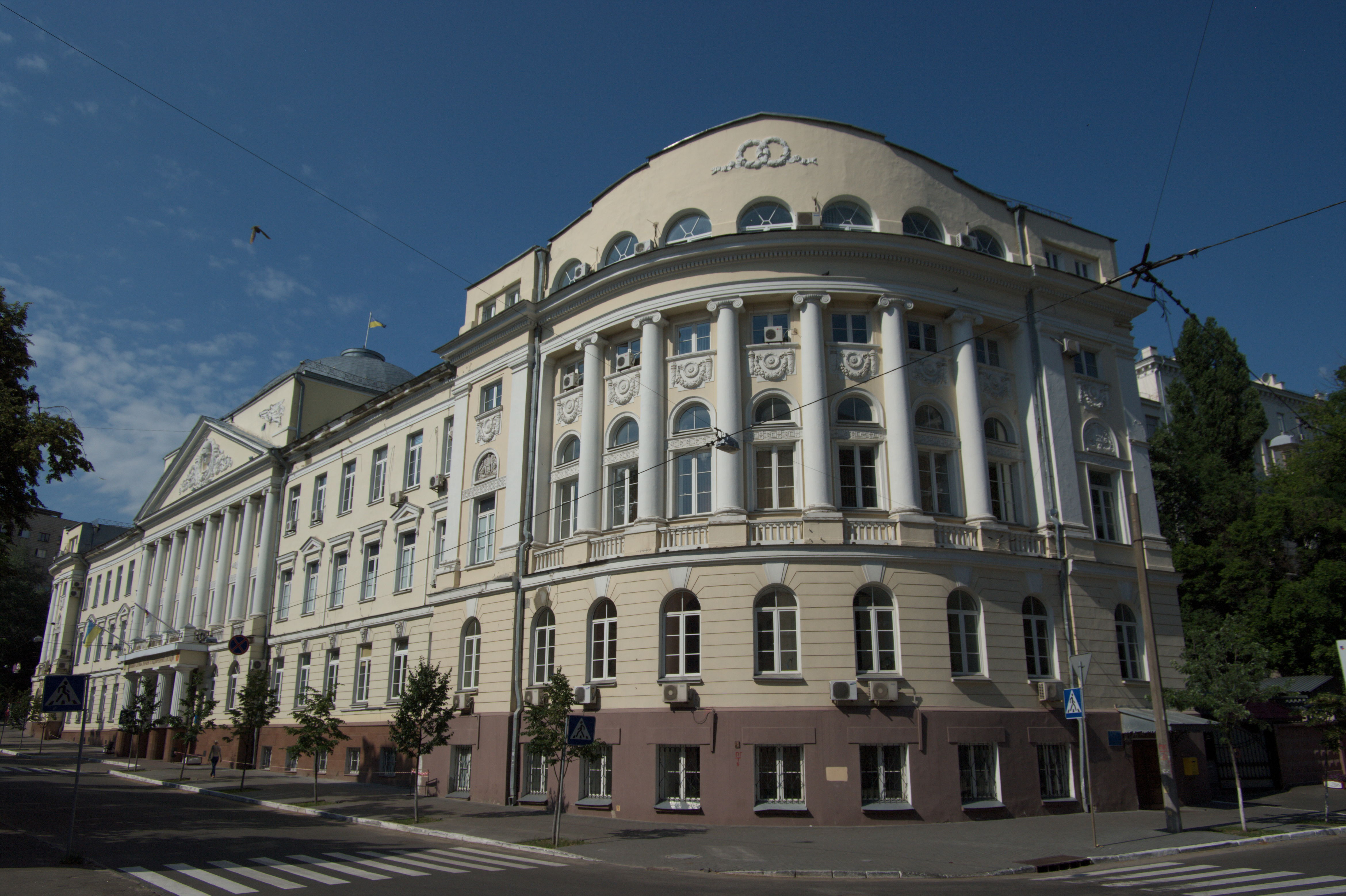
Вищі жіночі курси
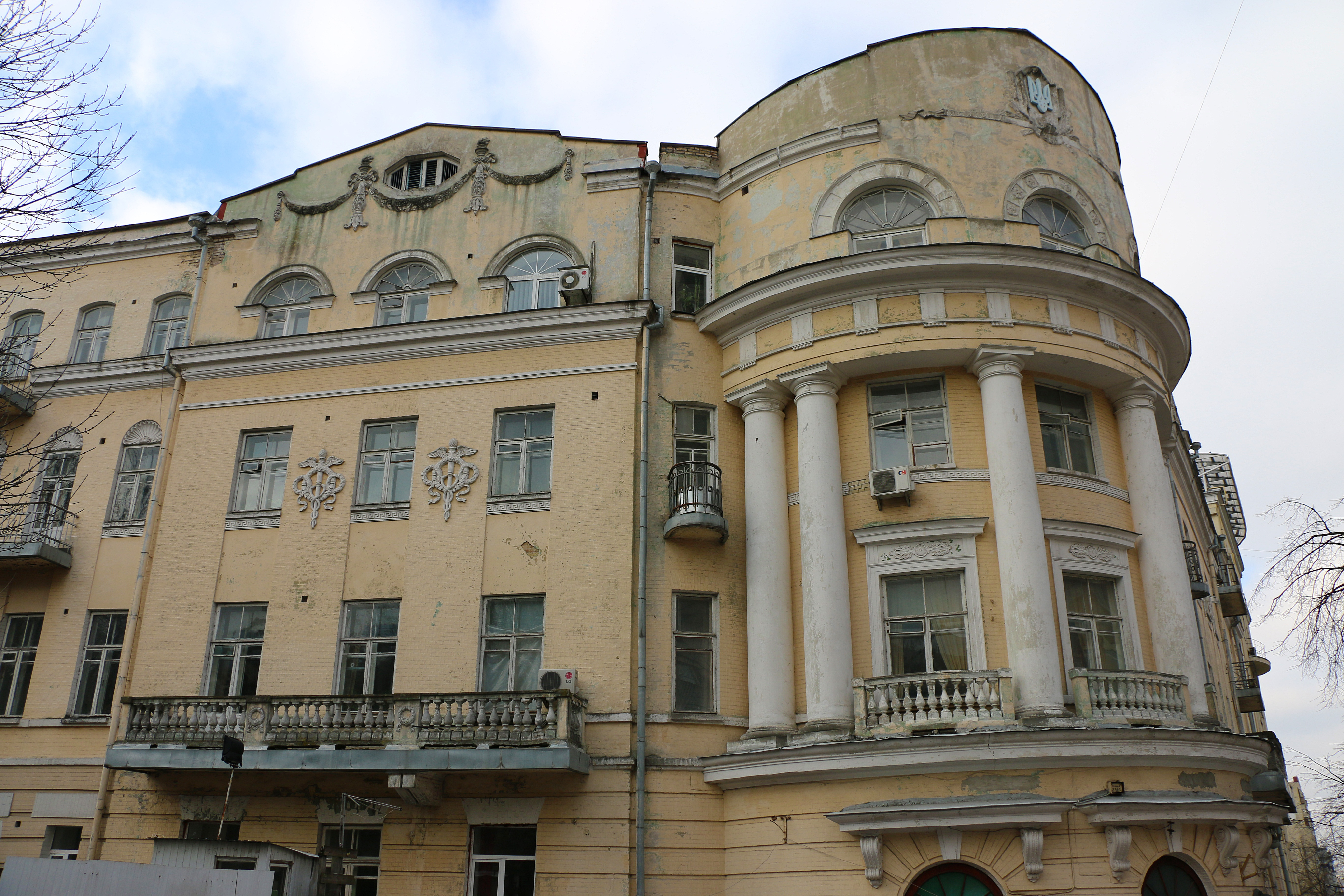
Київське відділення Російського технічного товариства

## Роботи в Україні та за її межами
- Збудував залізничний вокзал у Козятині (1888–1890, проєкт В. Куликовського);
- Комплекс з житлових будинків, споруди для електричних машин, паровозного депо, школи, водогінна вежа та інші споруди у Козятині (1888–1889),
- Розширення залізничного вокзалу в Козятині,
- Залізничний вокзал у Сарнах (1897),
- Залізничний вокзал у Бендерах (1899),
- Розширення залізничного вокзалу у Попелюхах,
- Залізнична лікарня у Жмеринці,
- Залізнична лікарня у Києві (1891)
- В Одесі спорудив приймальний покой на станції Одеса-товарна, паровозозбиральню, механічну пральню,
- У Вінниці — елеватор на станції,
- На станції Роздільна I — однокласну школу,
- На станції Граєво — перевантажну контору для імпортних товарів при митниці
- Залізничний вокзал у Коростені (1905),
- Російський земельний банк в Полтаві (1906–1909, співавтор С. Носов),
- Дворянсько-селянський банк, в Полтаві (1911),
- Реконструкція електростанції у Вінниці (1930–1932).

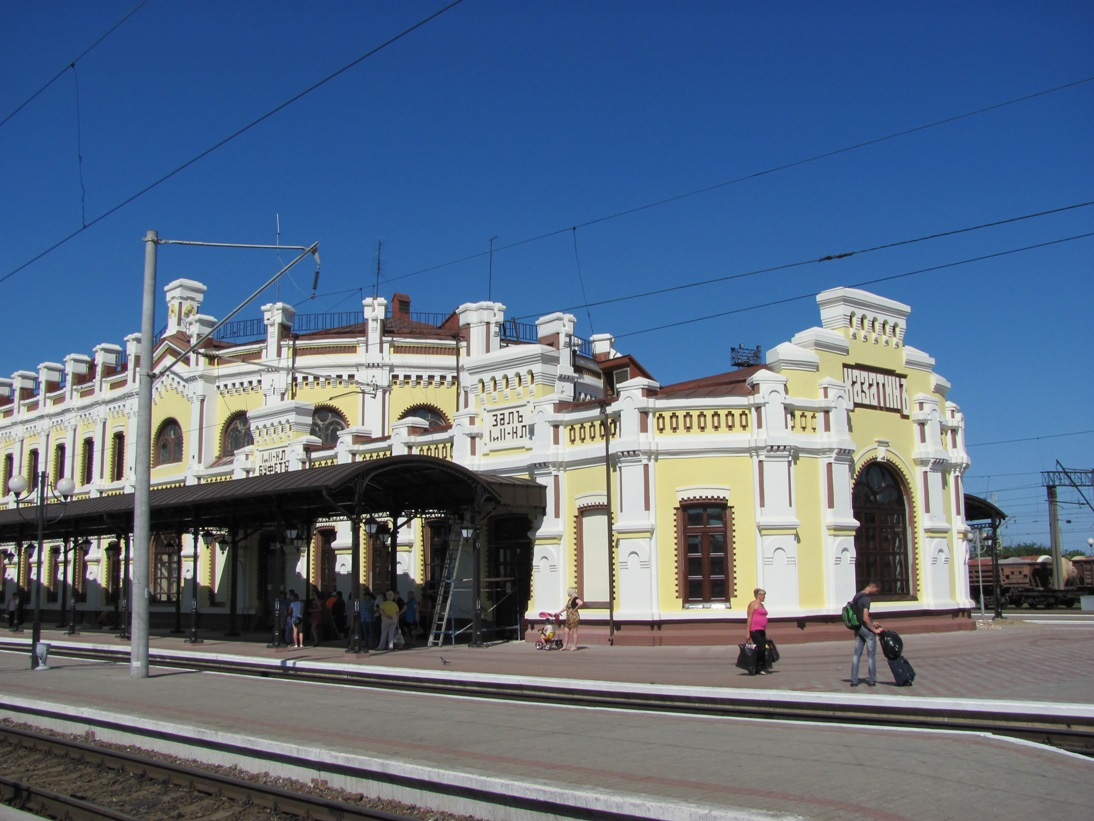
Вокзал ст. Козятин
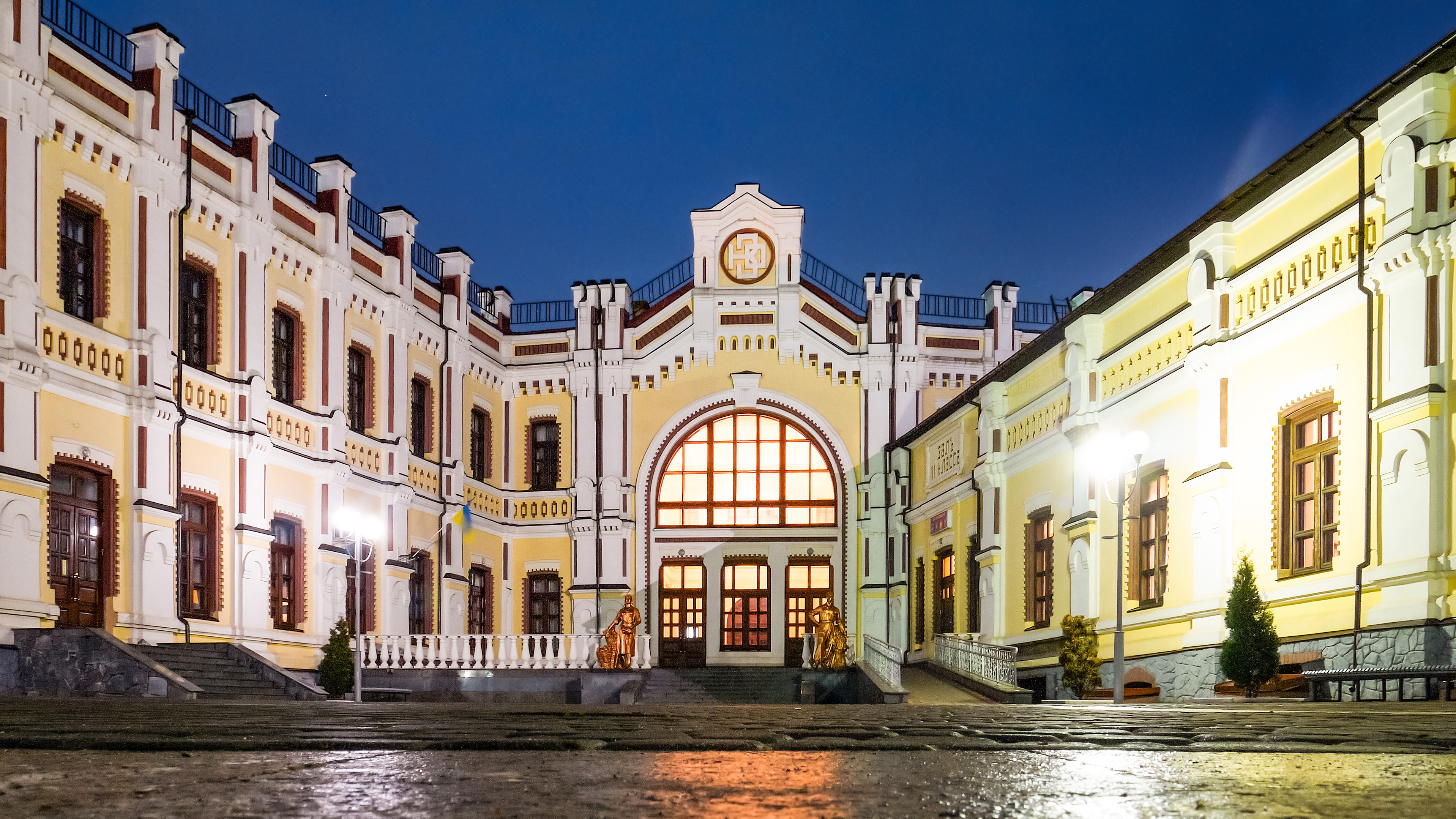
Вокзал ст. Козятин
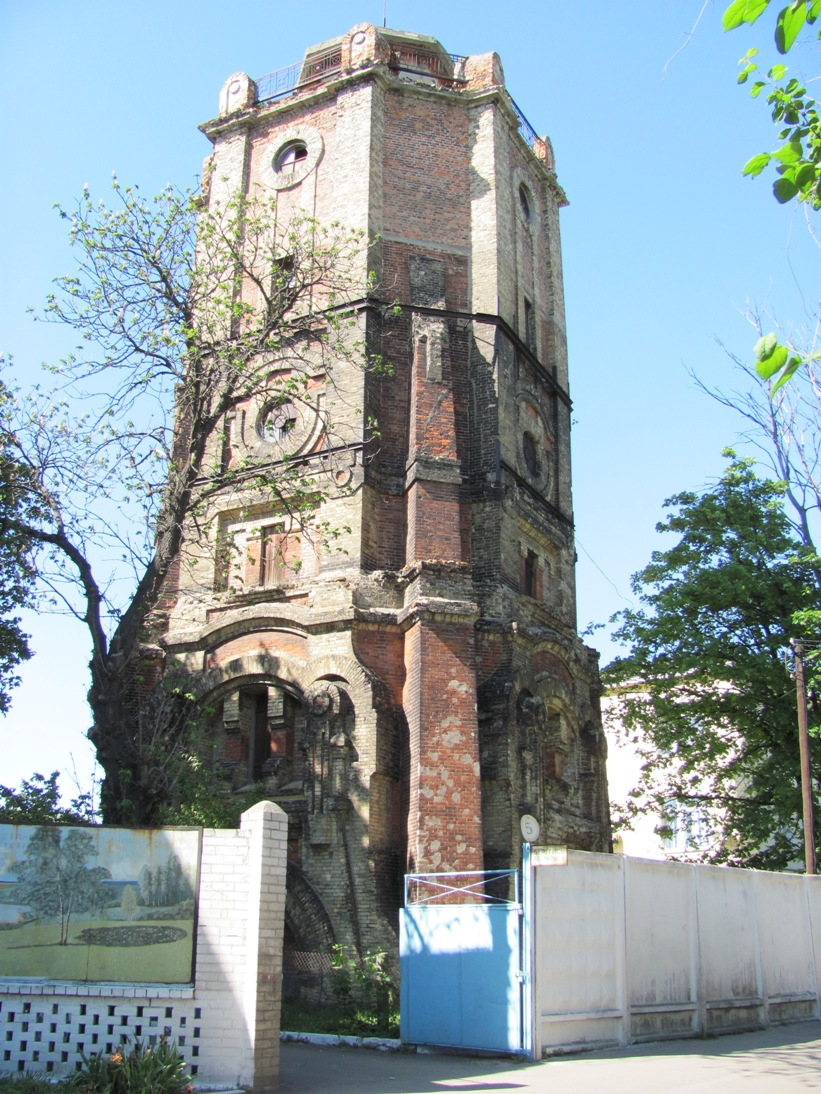
Водогінна вежа в Козятині
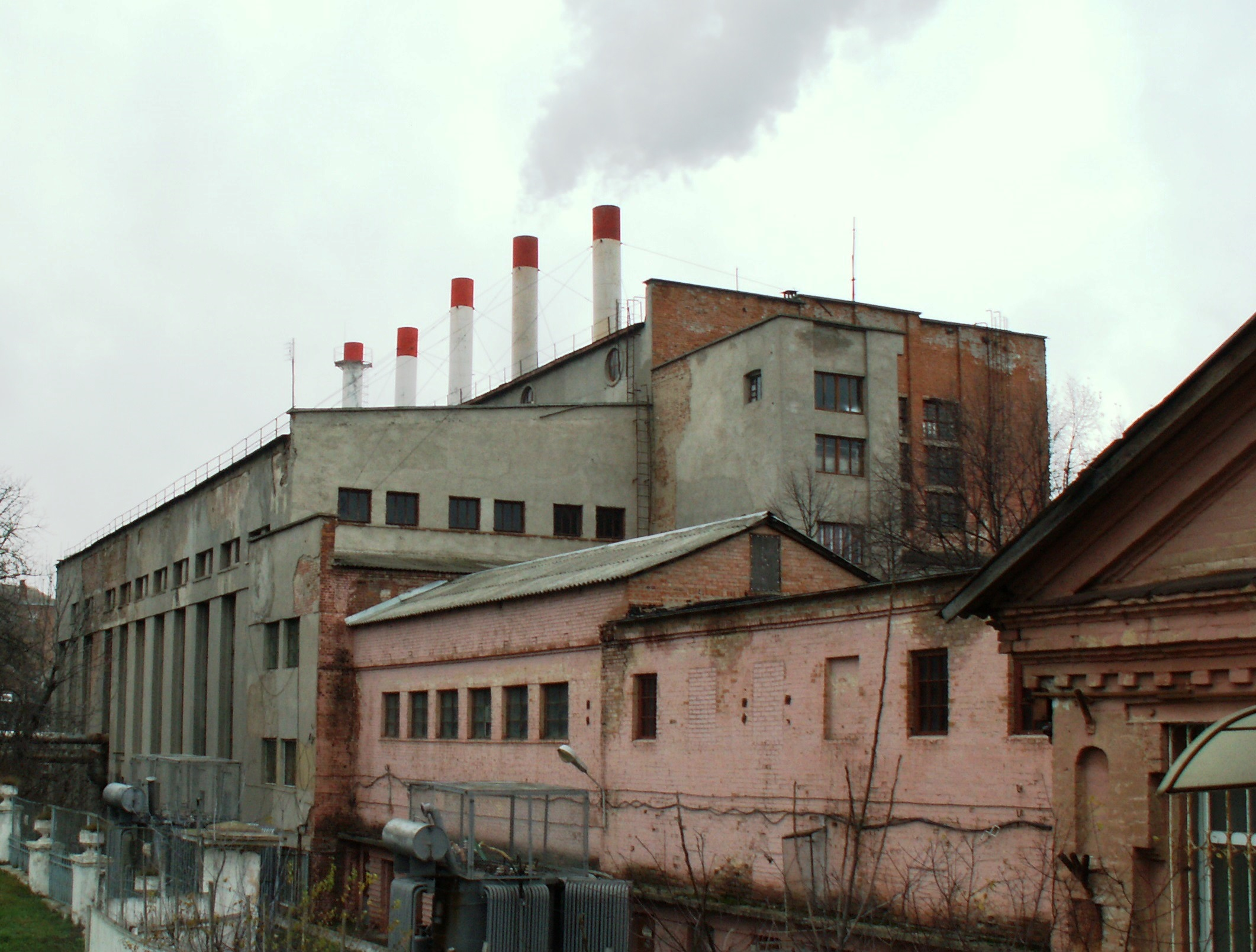
Електростанція у Вінниці

## Твори
- Общая гражданская архитектура. — К. : Изд. Я. Апте, 1907. (рос. дореф.)
- Зерноподъемникї в г. Виннице // Зодчий. — 1891. — С. 56–57. (рос. дореф.)
- Станція Казатинъ Юго-Западной железной дороги // Зодчий. — 1892. — С. 48–49. (рос. дореф.)